# Callipallene conirostris
Callipallene conirostris là một loài nhện biển trong họ Callipallenidae. Loài này thuộc chi Callipallene. Callipallene conirostris được miêu tả khoa học năm 1954 bởi Stock.